# 威廉斯敦 (紐約州)
威廉斯敦（英語：Williamstown）是一個位於美國紐約州奧斯威戈縣的鎮。

## 人口
根據2020年美國人口普查的數據，威廉斯敦的面積為101.43平方千米，當中陸地面積為100.16平方千米，而水域面積為1.27平方千米。當地共有人口1335人，而人口密度為每平方千米13人。